# Francesca Di Monte

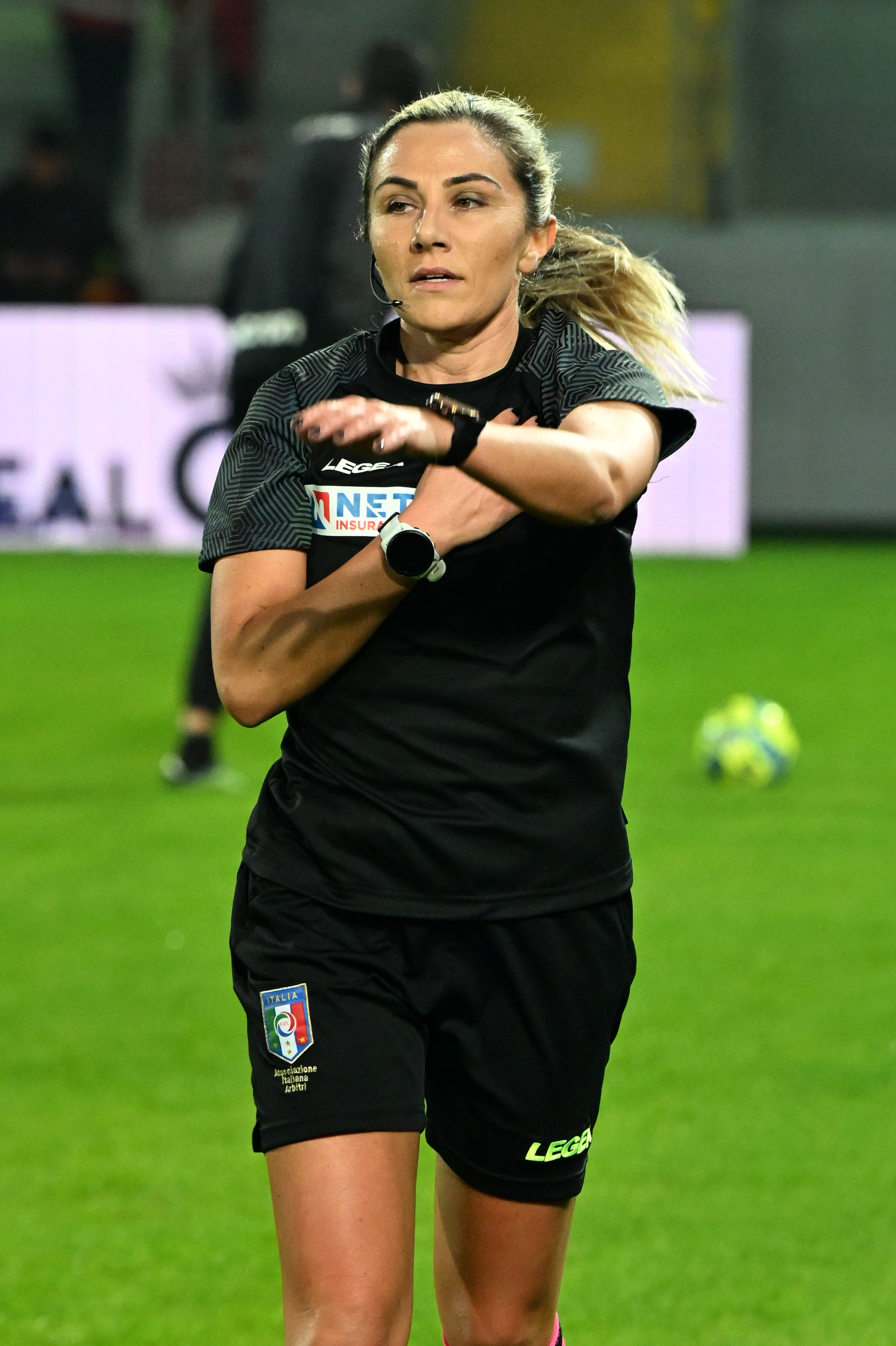
Francesca Di Monte

Francesca Di Monte (* 3. August 1983 in Popoli) ist eine italienische Fußballschiedsrichterassistentin.
Seit 2016 steht sie auf der Liste der FIFA-Schiedsrichter und ist bei internationalen Fußballspielen im Einsatz.
Di Monte war unter anderem Schiedsrichterassistentin bei der U-17-Europameisterschaft 2019 in Bulgarien und bei der Europameisterschaft 2022 in England (im Schiedsrichtergespann von Marta Huerta de Aza).
Im Januar 2023 wurde Di Monte für die Weltmeisterschaft 2023 in Australien und Neuseeland nominiert. 
Am 28. April 2024 bildete sie beim Spiel zwischen Inter Mailand und dem FC Turin zusammen mit der Schiedsrichterin Maria Sole Ferrieri Caputi und der Assistentin Tiziana Trasciatti  das erste vollständig aus Frauen bestehende Schiedsrichtergespann, das ein Spiel der Serie A leitete.